# Slice of life
Slice of life (in het Nederlands: uit het leven gegrepen) is een weergave van alledaagse situaties van een persoon of fictief personage. De term wordt gebruikt in de literatuur, entertainment (anime, manga) en reclames.

## Etymologie
De Engelse term ontstond tussen 1890 en 1895 als een vertaling van het Franse tranche de vie, een uitdrukking van de Franse toneelschrijver Jean Jullien.

## Voorbeelden
Voorbeelden van slice of life in de literatuur zijn te vinden in de korte verhalen van Sherwood Anderson.
In de Japanse manga vormt het een eigen genre waarbij de verhalen zich richten op het leven van jongeren en hun relaties met elkaar.
De slice of life wordt in advertenties gebruikt om de geloofwaardigheid van de reclameboodschap overtuigender te brengen door het product in een alledaagse situatie af te beelden.